# Croton lanceilimbus
Croton lanceilimbus là một loài thực vật có hoa trong họ Đại kích. Loài này được Merr. mô tả khoa học đầu tiên năm 1922.